# Francesco Malipiero
Francesco Malipiero (* 1824 in Rovigo; † 1887) war ein italienischer Opernkomponist.

## Leben
Über Malipieros Lebensumstände ist wenig überliefert, im Bewusstsein ist er vor allem als Großvater Gian Francesco Malipieros geblieben. Bereits im Alter von 18 Jahren komponierte er seine erste Oper Giovanna I, regina di Napoli, die am Teatro Nuovo in Padua aufgeführt wurde. Am Opernhaus Bologna wurde sie vierundzwanzig Mal en suite gespielt. Gioacchino Rossini veranlasste seine Aufnahme in die Accademia Filarmonica der Stadt.
1846 wurde in einer Benefizveranstaltung am Teatro La Fenice in Venedig neben Giuseppe Verdis Oper Attila unter der Leitung des Komponisten Malipieris Sinfonia a Grande Orchestra aufgeführt. 1846 sang hier Catherine Hayes in der Uraufführung seiner Oper Alberigo da Romano. Mit der Oper Fernando Cortez konnte er sich freilich
1852 an der La Fenice nicht neben Verdis Rigoletto behaupten. Seine vierte Oper ist Ildegonda di Borgogna (auch unter dem Titel Attila).
Malipieros Sohn war der Pianist und Dirigent Luigi Malipiero.